# Tour de Seine-et-Marne
Le Tour de Seine-et-Marne est une course cycliste française disputée sur plusieurs étapes dans le département de Seine-et-Marne, en Île-de-France. Créée en 1977,, cette compétition fut organisée par le Vélo Club Fontainebleau-Avon. Elle est réservée aux cyclistes amateurs durant toute son existence. 
La dernière édition de la course se déroule en 2002.

## Palmarès
| Année | Vainqueur                | Deuxième               | Troisième              |
| ----- | ------------------------ | ---------------------- | ---------------------- |
| 1977  | Jacques Moron            | Dino Bertolo           | Philippe Bertrand      |
| 1978  | Paul Mabire              | Graham Jones           | Daniel Leveau          |
| 1979  | Hervé Desriac            | Daniel Leveau          | Fabien De Vooght       |
| 1980  | Daniel Leveau            | Christian Gibelin      | Pierre-Henri Menthéour |
| 1981  | Thierry Barbier          | Bernard Stoessel       | Philippe Delaurier     |
| 1982  | Claude Carlin            | Allan Peiper           | Charly Mottet          |
| 1983  | Martin Earley            | Éric Guyot             | Pascal Campion         |
| 1984  | Martin Earley            | Jean Guérin            | Laurent Eudeline       |
| 1985  | Roland Le Clerc          | Dan Frost              | Fabian Pantaglou       |
| 1986  | Thierry Laurent          | Laurent Bezault        | Éric Corvaisier        |
| 1987  | Thierry Laurent          | Denis Poisson          | Yannick Foirest        |
| 1988  | René Foucachon           | Stéphane Casali        | Jean-François Morio    |
| 1989  | Peter Meinert Nielsen    | Anderson               | Frédéric Moncassin     |
| 1990  | Didier Champion          | Jean-Philippe Dojwa    | José Marques           |
| 1991  | Stéphane Cueff           | Hervé Boussard         | Éric Drubay            |
| 1992  | Pascal Chanteur          | Stéphane Cueff         | Anderson               |
| 1993  | Gilles Bouvard           | Hervé Boussard         | Stéphane Cueff         |
| 1994  | Miika Hietanen           | Didier Faivre-Pierret  | Dominique Bozzi        |
| 1995  | Annulé                   | Annulé                 | Annulé                 |
| 1996  | Ole Sigurd Simensen (no) | Mickaël Menagé         | Bertrand Mercier       |
| 1997  | Olivier Trastour         | Grégory Page           | Stéphane Conan         |
| 1998  | Miika Hietanen           | Matthé Pronk           | Benoît Farama          |
| 1999  | Marcel Duijn             | Paweł Niedźwiecki (pl) | Innar Mändoja (en)     |
| 2000  | Frédéric Delalande       | Thorwald Veneberg      | Mickael Olejnik        |
| 2001  | Kevin De Weert           | Marek Leśniewski       | Mart Louwers (nl)      |
| 2002  | Niels Scheuneman         | Pieter Weening         | Jean-François Laroche  |
| 2003  | Annulé                   | Annulé                 | Annulé                 |